# Cyclopogon elegans
Cyclopogon elegans är en orkidéart som beskrevs av Frederico Carlos Hoehne. Cyclopogon elegans ingår i släktet Cyclopogon, och familjen orkidéer. Inga underarter finns listade i Catalogue of Life.